# サンタクルーズ・ウォリアーズ
サンタクルーズ・ウォリアーズ（Santa Cruz Warriors）はNBAデベロップメント・リーグ（以下NBADL）に加盟しているプロバスケットボールチーム。本拠地はカリフォルニア州サンタクルーズ。

## 歴史

### ダコタ・ウィザーズ
1995年、北米の独立リーグであるIBA（International Basketball Association）の新チームとしてダコタ・ウィザーズが設立された。2000-01シーズンには初優勝を果たした。しかしIBAに6年間の在籍の後、脱退した。
2001年、同じく独立リーグであるCBAのいくつかのチームを吸収する形でのCBA参入が決定した。参入直後の2001-02シーズンは26勝14敗でレギュラーシーズンを終え、優勝試合ではロックフォード・ライトニングを降して2回目の優勝を果たした。翌年は決勝トーナメント準決勝でヤカマ・サンキングスに敗れたため連覇はならなかった。CBA3年目は34勝14敗のチーム記録でレギュラーシーズンを通過し、トーナメント決勝戦まで勢いは継続した。決勝試合でアイダホ・スタンピードを降し、3回目の優勝を果たした。2004-05シーズンも12連勝を記録するなどして、前年のような好成績（32勝16敗）だったものの、決勝トーナメントで敗北し、前回と同じく連覇達成はならなかった。ヘッドコーチを換えて望んだ2005-06シーズンだったが、CBA参入後ではワーストとなるわずか19勝しかあげることができなかった。そして、この年を最後にCBAを脱退した。
2006年4月、NBADLへの参入が決まった。その後NBAの提携チームが決定したが、ウィザーズはIBAとCBAの経験を評価され、通常の3チームではなく2チーム（シカゴ・ブルズ、ワシントン・ウィザーズ）になっている（これは他のCBAからのNBADL参入チームも同様である）。そして初年度の2006-07シーズン、プレイオフ決勝にてコロラド・フォーティナーズを破り、チーム設立後4度目の優勝を果たした。

### サンタクルーズ・ウォリアーズ
2012年4月、ゴールデンステート・ウォリアーズがウィザーズの買収を表明。本拠地をカリフォルニア州サンタクルーズに移転、チーム名をサンタクルーズ・ウォリアーズに改名した。2012-13シーズンから新チームとしてのシーズンを迎える。

## 過去に所属した選手
- オリバー・ミラー（Oliver Miller）
- ブレイク・アハーン
- ハシーム・サビート
- セス・カリー
- ジェームズ・マイケル・マカドゥー
- アンドリュー・ハリソン
- ケヴォン・ルーニー
- クイン・クック
- デイミアン・ジョーンズ
- クリス・ブーシェ
- デイミオン・リー
- ジェイコブ・エバンス（Jacob Evans）
- カイ・ボウマン（Ky Bowman）
- ジョーダン・プール
- アレン・スマイラギッチ
- ホアン・トスカーノ＝アンダーソン
- ジェレミー・リン
- ジョナソン・シモンズ
- ゲイリー・ペイトン2世
- ニコ・マニオン（Nico Mannion）
- クリス・チオーザ
- 李賢重
- ジョー・アレクサンダー
- アミダ・ブライマー